# Fay Grim
Fay Grim ist ein US-amerikanischer Film von Hal Hartley aus dem Jahr 2006. Der Film ist die Fortsetzung von Hartleys Henry Fool von 1997. Fay Grim feierte Premiere am 11. September 2006 auf dem Toronto Film Festival. Anschließend lief er im Wettbewerb des Sundance Film Festivals und in der Sektion Panorama der Internationalen Filmfestspiele in Berlin 2007.

## Handlung

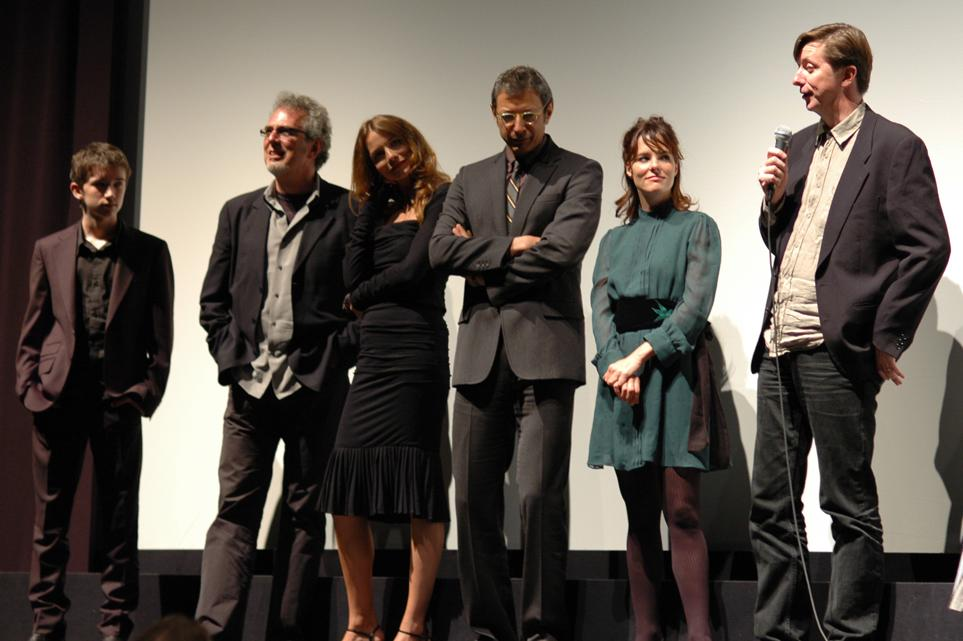
Cast des Films

Vor sieben Jahren tötete Henry Fool unabsichtlich einen Nachbar und tauchte unter. Sein Schwager Simon Grim wurde wegen Fluchthilfe zu 10 Jahren Gefängnis verurteilt. In seiner Zelle kommt er zu dem Schluss, dass in Henrys verschwundenen Tagebüchern brisante Informationen enthalten sind. Derweilen lebt Henrys Frau Fay Grim zusammen mit ihrem 14-jährigen Sohn in Queens. Eines Tages wird sie von CIA-Agenten informiert, dass ihr Ehemann kurz nach seinem Untertauchen bei einem Hotelbrand in Schweden ums Leben gekommen sei. Die Agenten erpressen Fay, die Tagebücher, welche sich im Besitz der französischen Regierung befinden, wieder zu beschaffen.

## Sonstiges
Sibel Kekilli hat in diesem Filme eine Gastrolle als Rezeptionistin in einem Istanbuler Luxushotel.
Auch der deutsche Schauspieler Adnan Maral hat eine Rolle in Fay Grim.